# Le Foyer
Le Foyer (El hogar) es una comedia en tres actos del escritor francés Octave Mirbeau, con la colaboración de Thadée Natanson, estrenada, en la Comédie-Française de París, en diciembre de 1908, después de un proceso entablado por los dramaturgos contra Jules Claretie, el administrador de la Casa de Molière. Hubo un escándalo y manifestaciomes públicas de oposición en algunas ciudades. 
La traducción castellana no fue publicada.

## Argumento

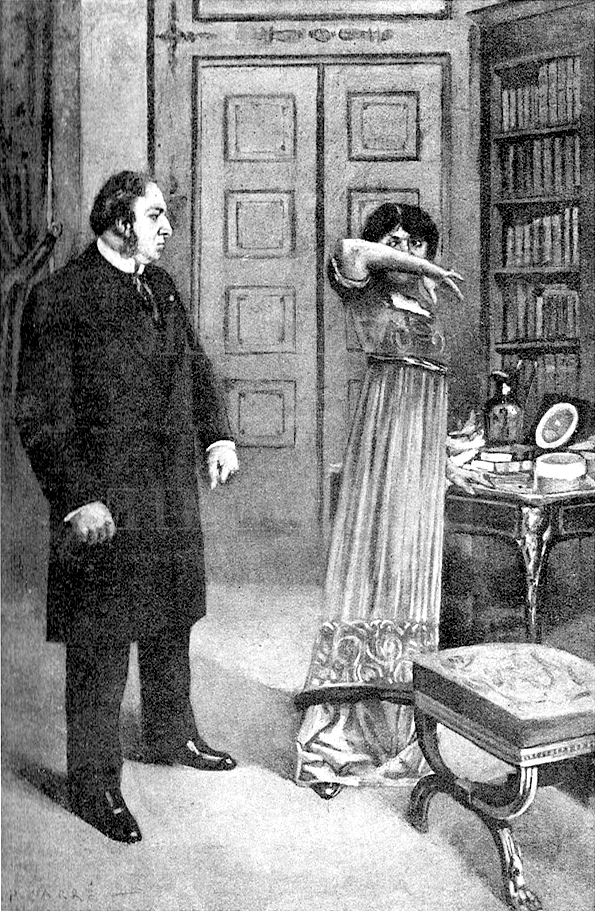
Courtin — Misérable ! Tais-toi !… Tais-toi !….

Como  Los negocios son los negocios , Le Foyer es una comedia clásica de costumbres y caracteres, donde Mirbeau respeta la unidad de tiempo y la unidad de acción.
Escritor empeñado, Mirbeau crítica la caridad católica y denuncia un tabù : la explotación económica y sexual de niñas en hogares supuestos « caritativos ». El barón Courtin, senador monarquista y académico, ha malversado mucho dinero del Hogar que preside y no puede reembolsar. Pero el gobierno republicano ahoga el escándalo, y al final Courtin se va en crucero por el Mediterráneo, para preparar su discurso académico sobre los premios de virtud...